# Jaskinia w Straszykowej Górze
Jaskinia w Straszykowej Górze – jaskinia na Wyżynie Częstochowskiej, w obrębie wsi Ryczów, w województwie śląskim, powiecie zawierciańskim, w gminie Ogrodzieniec. Znajduje się w orograficznie lewych zboczach Wąwozu Ruska.

## Opis jaskini
Jaskinia składa się z dwóch bardzo różniących się części. Tzw. stara jaskinia wytworzona jest w twardych wapieniach skalistych i ma postać obszernego tunelu, którego dno wznosi się do góry, a jednocześnie strop ulega obniżeniu. Od tunelu tego odchodzą krótkie odgałęzienia i kominek. Jedno z odgałęzień wychodzi na półkę skały, kominek na jej powierzchnię, pozostałe są ślepe. Odsłonięte w 1984 r. wejście do nowej jaskini to ciasny przełaz w miękkich wapieniach uławiconych. Przechodzi on w kręty tunel o wysokości około 2 m i długości 64 m. Na końcu tunel rozgałęzia się; jedno z odgałęzień jest ślepe, drugie przechodzi w komin o wysokości 18 m. W końcowej części korytarza i w jego kominie znajdują się nacieki: stalagmity o długości do 30 cm, stalaktyty, draperie, a także pizolity. Szata naciekowa dobrze zachowała się w kominie, gdyż jest on trudno dostępny, a wejście mało widoczne. Namulisko jaskini jest natomiast silnie zdewastowane.

## Historia eksploracji
Duży, prostokątny otwór wylotowy jaskini znajduje się w jednej ze skał w orograficznie lewym zboczu wąwozu Ruska, na wysokości około 10 m nad dnem wąwozu i jest łatwo dostępny. Z tego powodu jaskinia była znana od dawna. W czasie II wojny światowej podobno ukrywali się w niej Żydzi, co było przyczyną, że później przeszukiwali ją poszukiwacze skarbów. W 1984 roku „nowe” partie jaskini odsłonił Paweł Bednarz. W trzy lata później w namulisku tych partii odkryto kilof liczący około 80 lat, tak więc nie były to partie wcześniej nieznane.
Po raz pierwszy odnotował jaskinię Kazimierz Kowalski w 1951 roku. Opis i plan jaskini znajduje się w wykonanej w 1991 roku dokumentacji dla Zarządu Zespołu Jurajskich Parków Krajobrazowych woj. katowickiego oraz w dokumentacji z roku 2000 wykonanej na zlecenie Ministerstwa Środowiska.

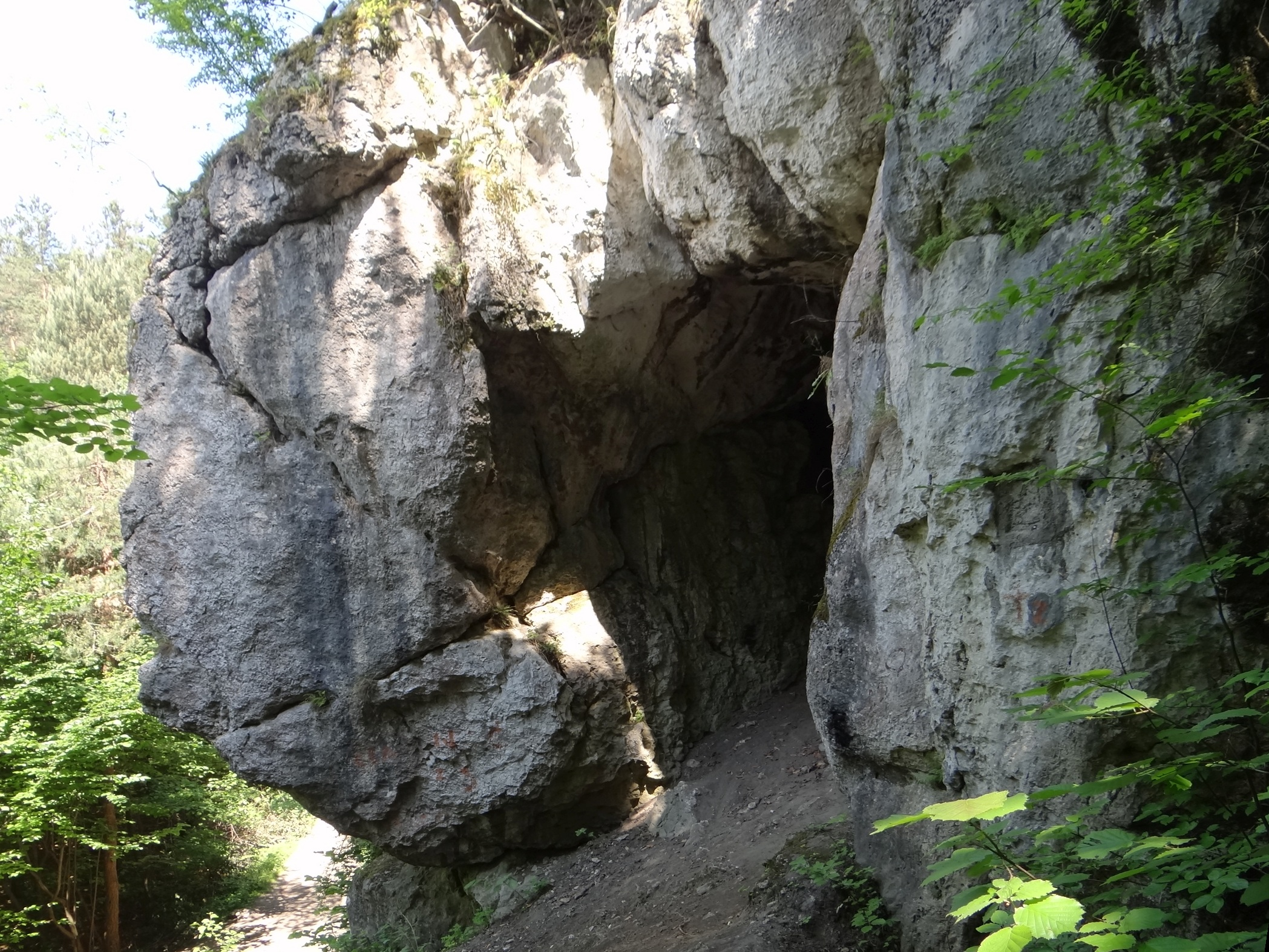
Otwór jaskini
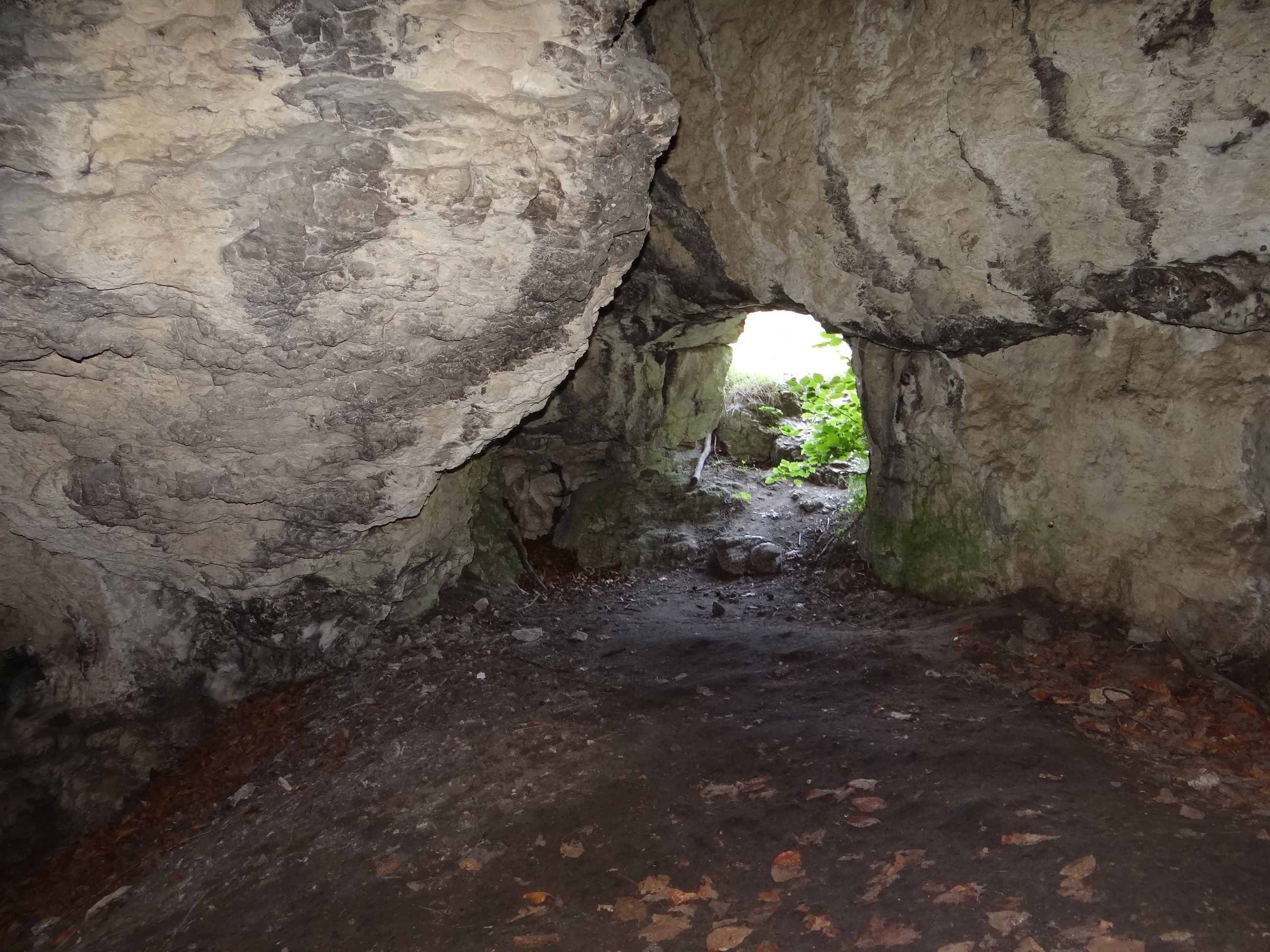
Tunel za wylotem jaskini
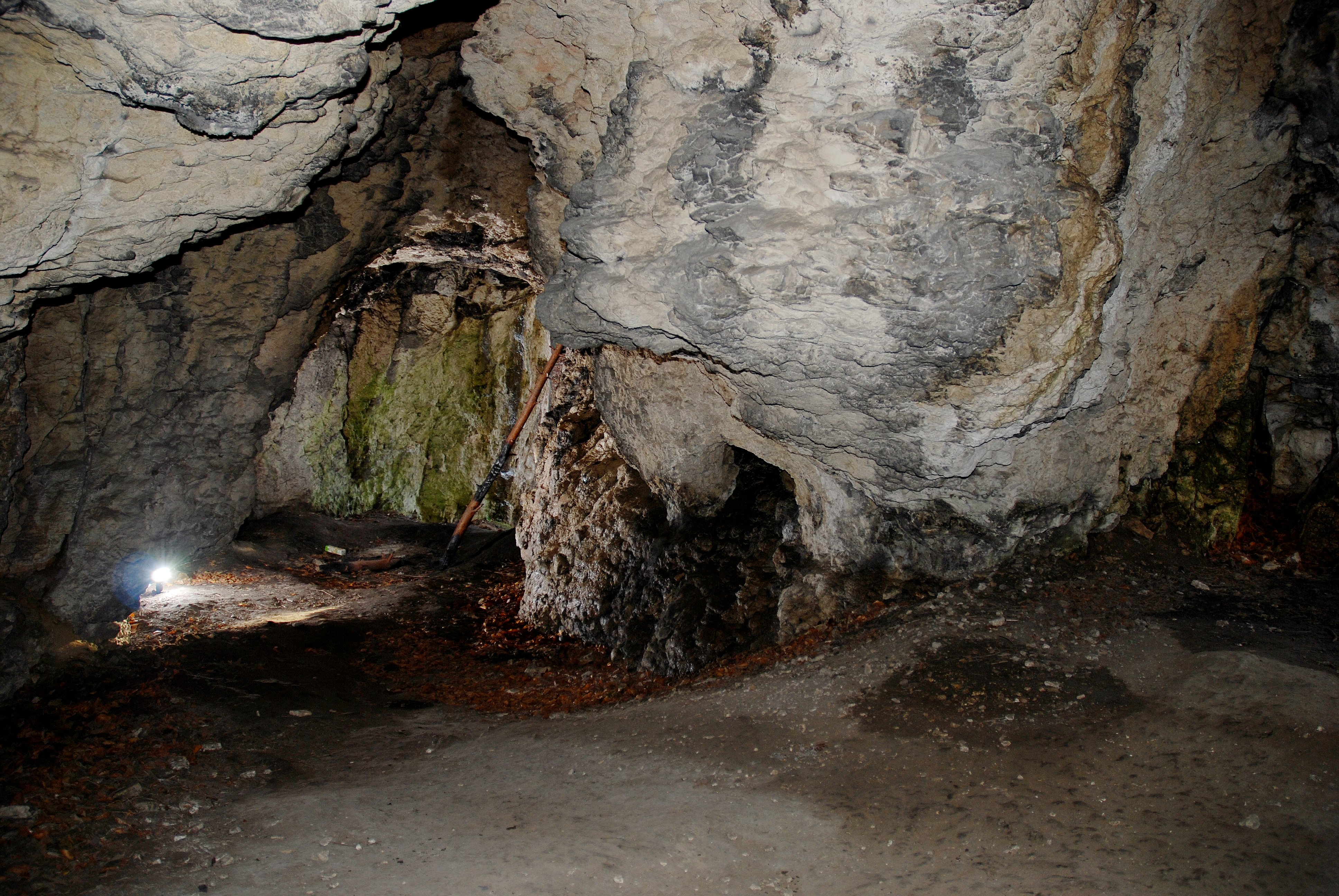
Tunel za wylotem jaskini
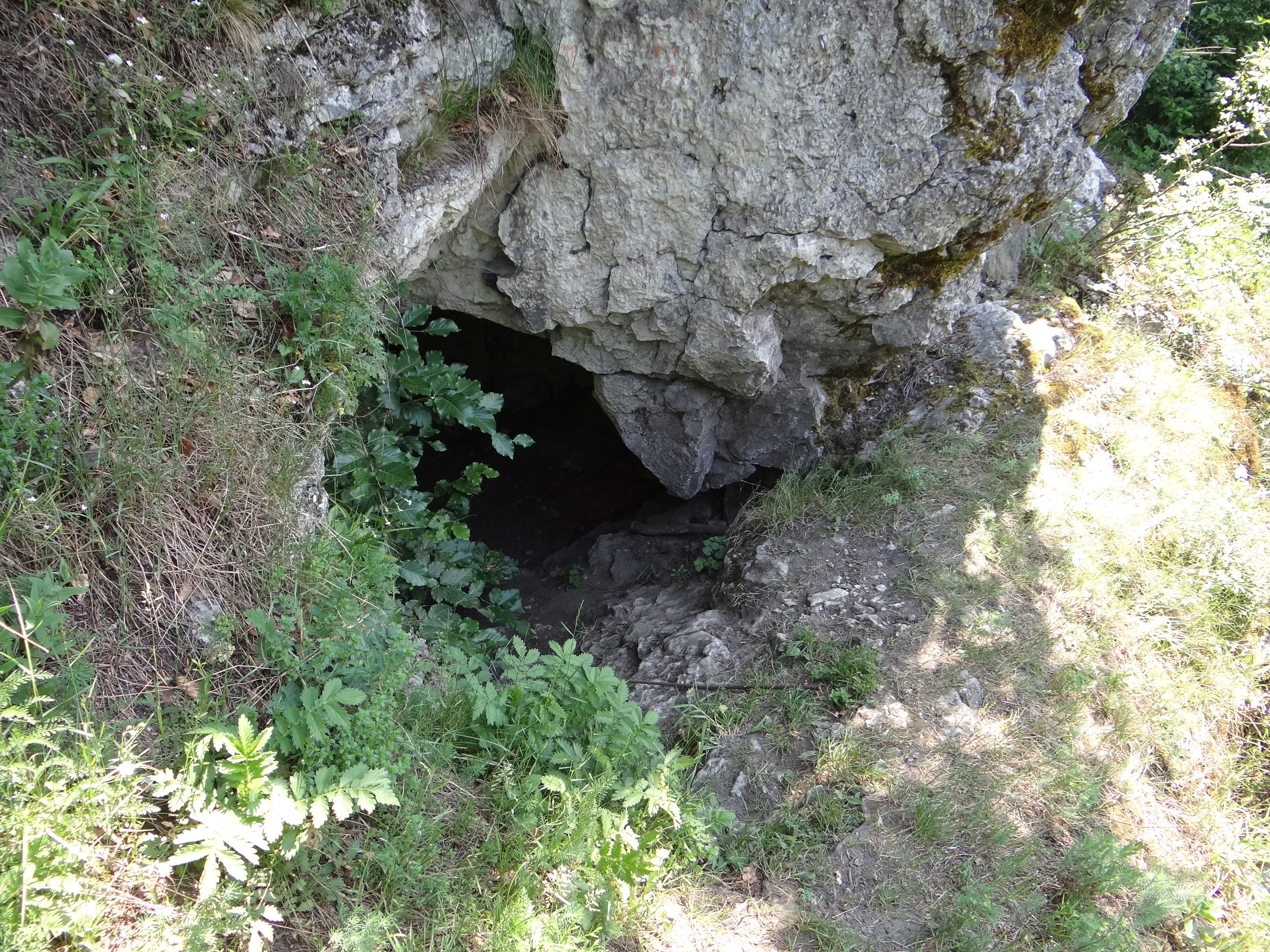
Wylot bocznego korytarzyka
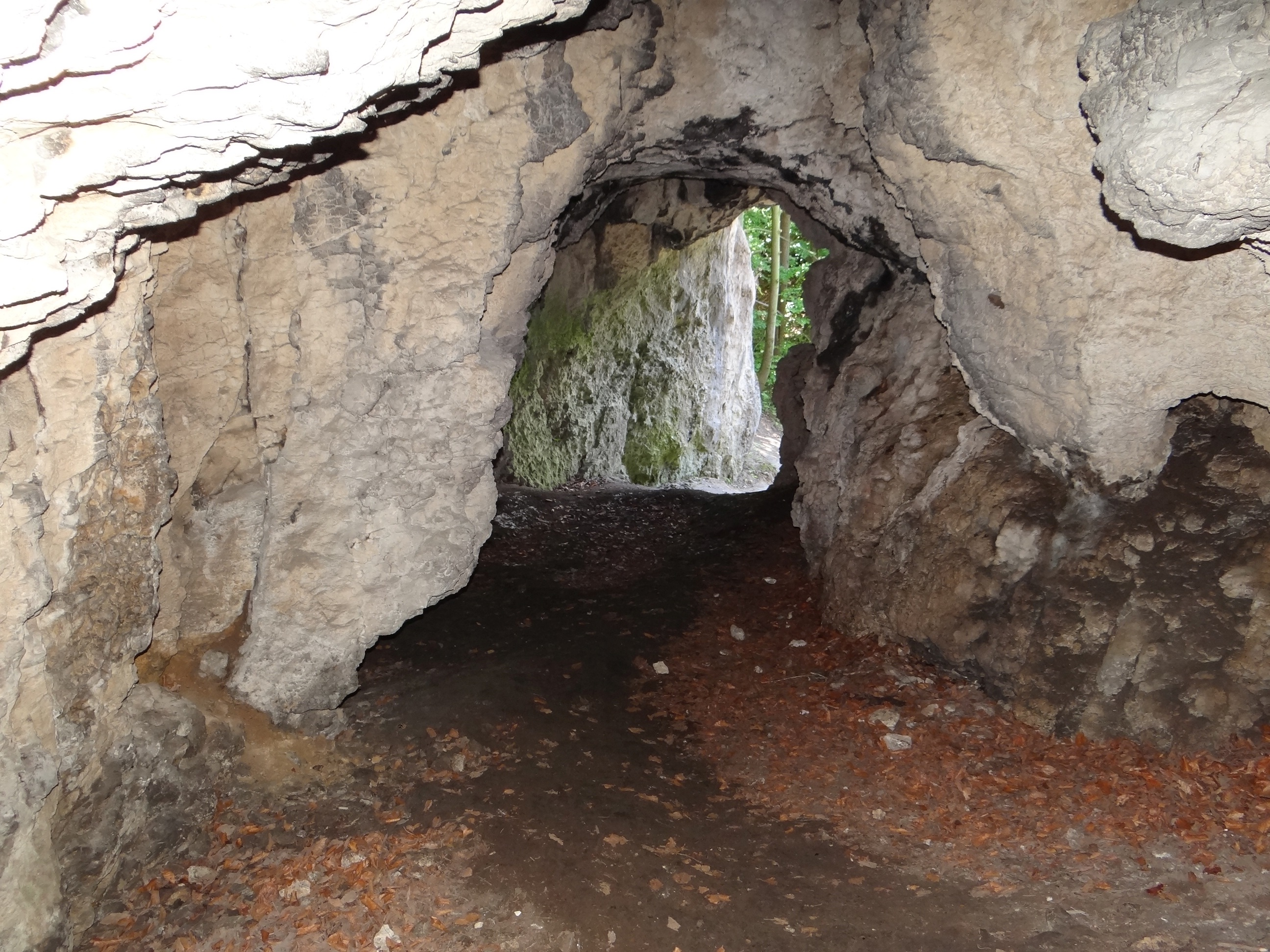